# Writing-on-Stone Provincial Park
Der Writing-on-Stone Provincial Park ist ein etwa 100 km südöstlich von Lethbridge gelegener Provinzpark in der kanadischen Provinz Alberta. Er erstreckt sich zu beiden Seiten des Milk River, umfasst ein Gebiet von 17,8 km² und dient dem Schutz einer der ausgedehntesten Prärieregionen innerhalb des Parksystems von Alberta und zugleich der indianischen Felsmalereien und -ritzungen. Er wurde von der Provinz- wie der Bundesregierung als World Heritage Site zur Bewerbung vorgeschlagen, wobei die UNESCO den Park unter dem Namen in der Sprache der Blackfoot, dem Niitsítapi, als Áísínai’pi führt. Dieser Name bedeutet „es ist aufgezeichnet“. Unter dem Namen Áísínai'pi National Historic Site of Canada wurde der Park am 12. Oktober 2004 zur National Historic Site of Canada erklärt. Im Jahr 2019 wurde die Stätte von der UNESCO zum Weltkulturerbe erklärt.
Im Park befinden sich mehr als 50 Fundstätten sogenannter Petroglyphen und tausende von Einzelwerken. Sie dürften weit über tausend Jahre zurückreichen. Bei dem Park handelt es sich um ein Schutzgebiet der IUCN-Kategorie II (Nationalpark).

## Fauna und Flora
Im Präriegebiet leben Gabelböcke (Antilocapra americana) ebenso wie Maultierhirsche, nördliche Taschenratten, Skunks, Waschbären, Gelbbauchmurmeltier und Rotluchse.
Hinzu kommen Tigersalamander, Froscharten wie Pseudacris maculata oder der Leopardfrosch, ebenso wie Spea bombifrons, eine Art aus der Gattung der Amerikanischen Schaufelfußkröten. Zudem kommen hier verschiedene Schlangenarten, wie die Westliche Klapperschlange oder Strumpfbandnattern, Gophernattern (hier die Unterart Pituophis catenifer sayi), vor.

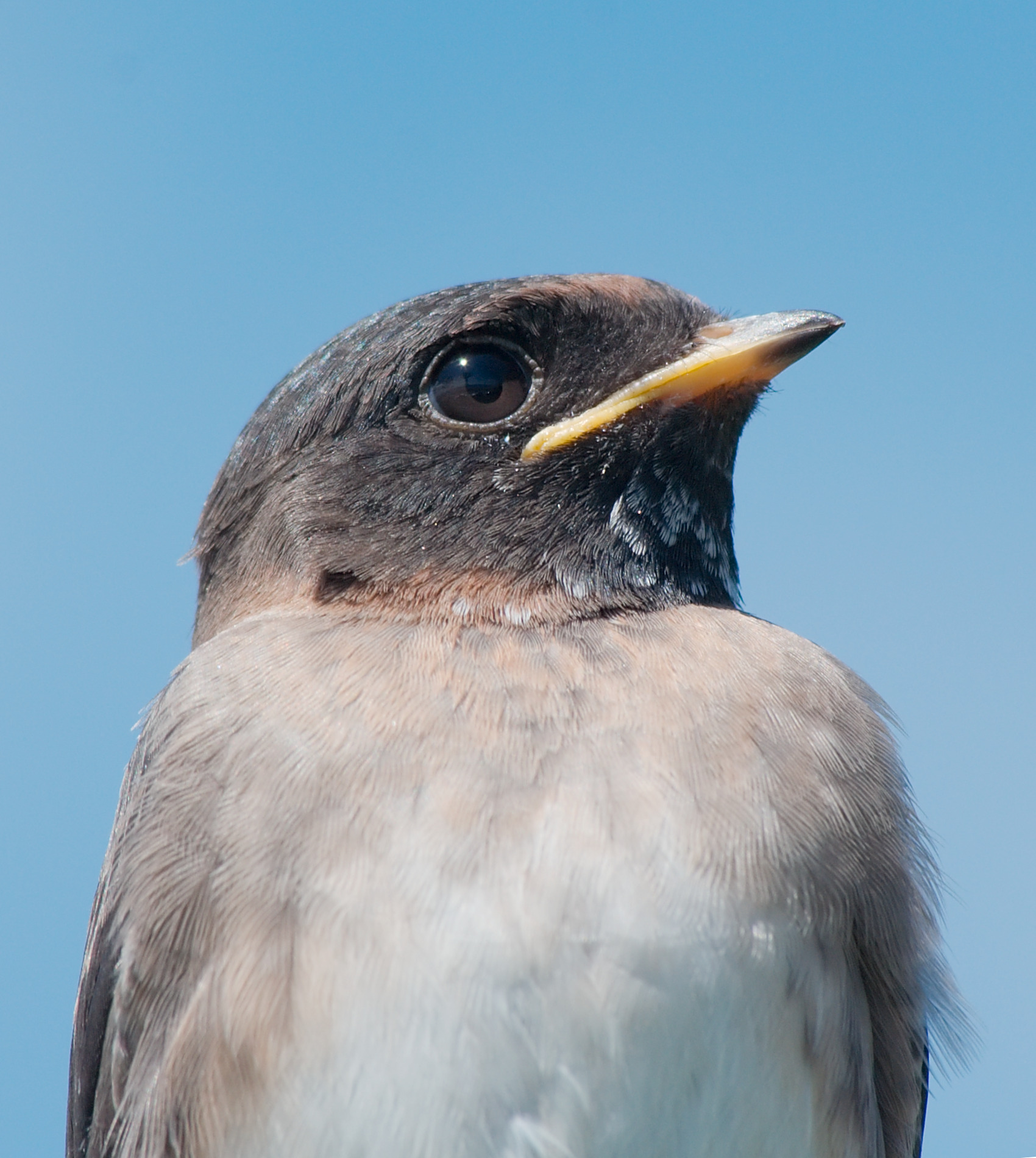
Petrochelidon pyrrhonota, in Nordamerika ‚cliff swallow‘ genannt

Zur Avifauna des Parks gehören der Präriefalke, der Virginia-Uhu, die Sumpfohreule, der Buntfalke, die Schwalbenart Petrochelidon pyrrhonota (Fahlstirnschwalbe). Eingetragen wurden Fasane und, wie ebenfalls in weiten Teilen Nordamerikas, das Rebhuhn.

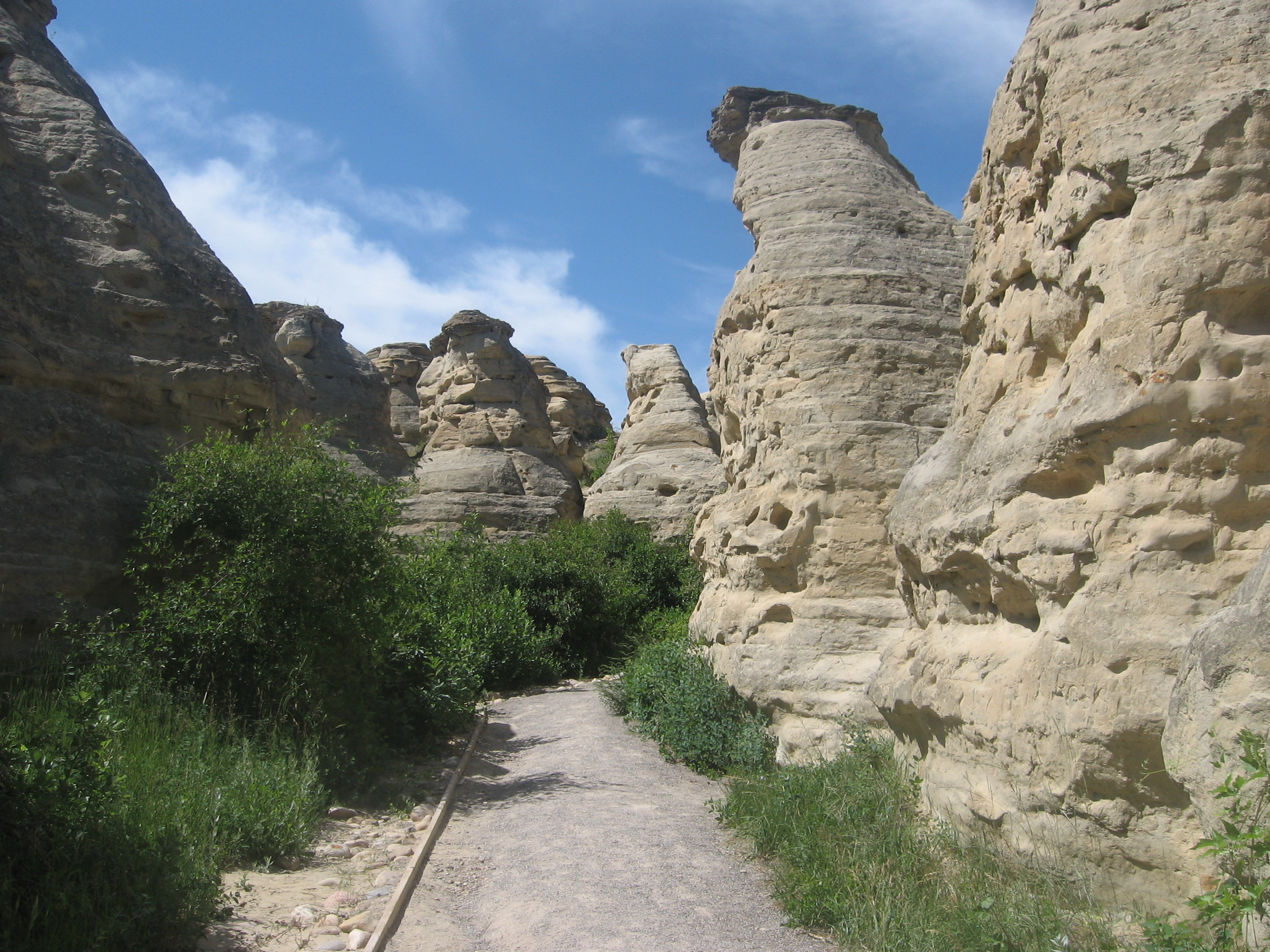
Ein Pfad zwischen Hoodoos

Die von fließenden Gewässern gekennzeichneten Parkgebiete (Coulee) bieten Biotope für Balsam-Pappel und Pyramidenpappel (als ‚cottonwood‘ bezeichnet), Salix amygdaloides (‚peachleaf willow‘) und Kanadische Schwarz-Pappel (‚plains cottonwood‘). Auch finden sich Virginische Traubenkirsche, Wacholder, Erlenblättrige Felsenbirne (‚saskatoon‘), Salix exigua (eine seltene Weide, die sehr trockenresistent ist) sowie zwei Arten der Wildrose. Zudem handelt es sich um die nördlichsten Habitate von Opuntien (‚prickly pear‘) und von Arten der Gattung Pediocactus.

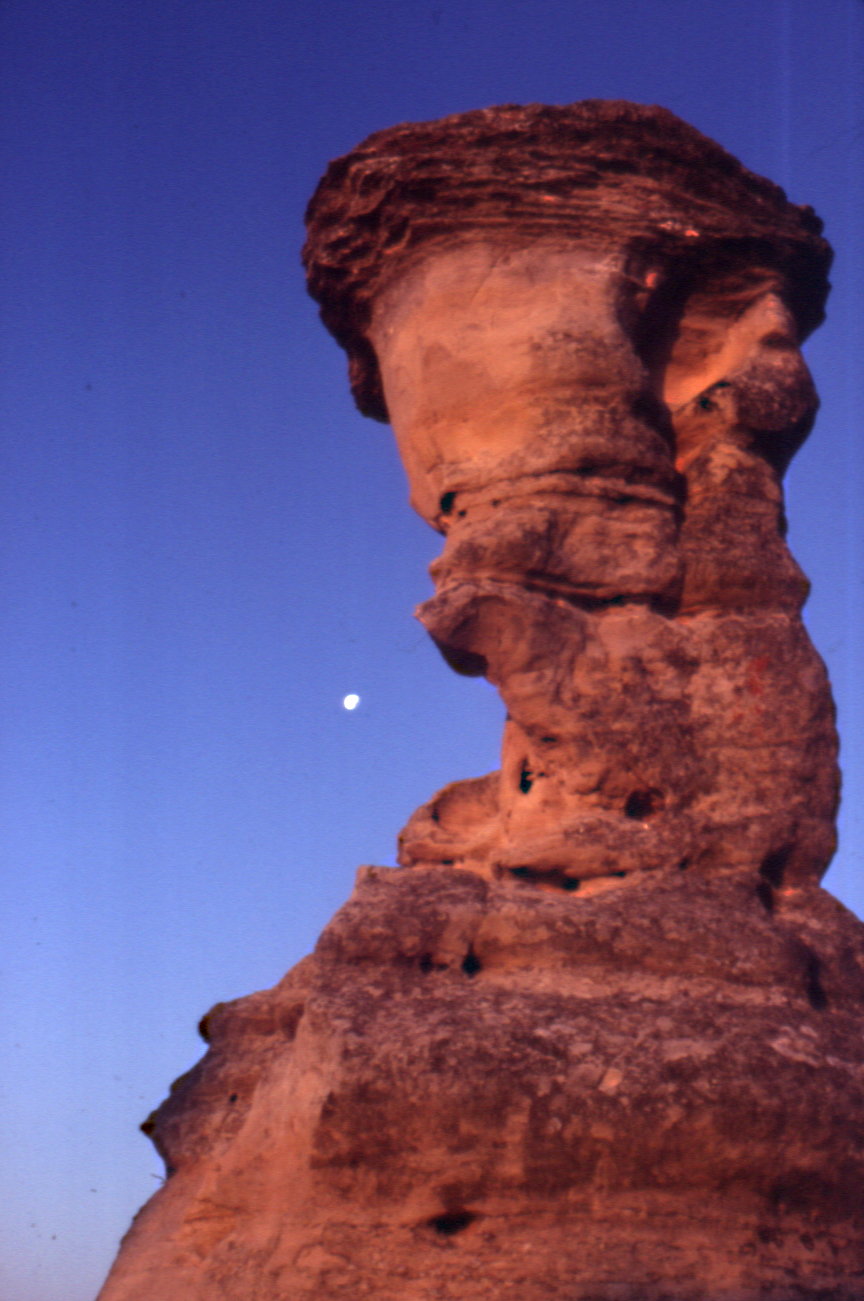
Ein Hoodoo

## Entstehung
Vor 85 Millionen Jahren befand sich hier ein Binnensee. Aus dem Sand dieser Epoche entstand unter hohem Druck Sandstein. Schmelzendes Gletscherwasser und andere erodierende Kräfte vor allem nach der letzten Eiszeit (Wisconsin glaciation) schufen die heutige Landschaft mit ihren Hoodoos, Hügeln und Klippen.

## Geschichte
Die ältesten archäologischen Funde reichen etwa 3000 Jahre zurück. Sicherlich schufen die Blackfoot die meisten der Petroglyphen und Pictographs, doch durchzogen auch andere ethnische Gruppen, wie die Schoschonen, die gleichfalls die Gegenwart von Geistern (spirits) voraussetzten, das Gebiet. Tipikreise und medicine wheel weisen aber auch auf längerfristige Nutzung zu spirituellen Zwecken und entsprechende Aufenthalte hin. Auch dienen viele Darstellungen erzählerischen Zwecken.
Ab etwa 1730 erschienen europäische Güter in der Region, wie Metallwaren und Gewehre, aber auch Pferde. Bis dahin erscheinen auf den Felsen Reiter und Krieger mit Schilden. Gepunktete Linien deuteten jedoch nunmehr Gewehrfeuer an, Striche abgeschossene Pfeile. Dafür verschwanden die Schilde.
1887 entstand ein Posten der North-West Mounted Police, der Vorgängerin der Royal Canadian Mounted Police, um den Whiskeyschmuggel einzudämmen. Kurz vor dem Ersten Weltkrieg erreichten europäische Siedler das Gebiet, der Polizeiposten wurde 1918 geschlossen.
1957 wurde der Park gegründet, seit 1977 stellt er ein archäologisches Schutzgebiet auf der Grundlage der im Jahr 1973 erhobenen Daten dar. Zwischen 1973 und 1975 wurde auch der abgebrannte Polizeiposten rekonstruiert. 1981 wurde aus einem Teil des Parks eine Provincial Historic Resource, wobei inzwischen Teile des Gebietes nur noch geführt betreten werden dürfen. Diese sah vor, dass die Kátoyissiksi oder Sweetgrass Hills im jenseits der Südgrenze gelegenen Montana mit eingeschlossen werden. Am 20. Juni 2007 wurde das neue Besucherzentrum eröffnet.
Nachdem im Jahr 2004 der Park der Tentativliste Kanadas hinzugefügt wurde, entschied das Welterbekomitee während seiner 43. Session im Jahr 2019 die Stätte zum Weltkulturerbe zu erklären. 

## Rock Art
Die Felsritzungen beinhalten vor allem zoo- und anthropomorphe Arbeiten, Waffen und Werkzeuge nebst Kleidung und auszeichnenden sowie zeremoniellen Objekten, dazu geometrisch-abstrakte Werke. 1977 waren 700 menschliche Darstellungen an 46 der 58 Fundstellen bekannt. Zu ihnen zählen schildtragende Krieger, v-förmige Darstellungen, rechteckige Körper, x-förmige und stockartige Figuren, dazu stark abstrahierende und nicht klassifizierbare Formen. Oftmals finden sich anthropomorphe Darstellungen in Handlungsszenen, wie Schlachtszenen, Reiter, selten jedoch Jagdszenen. Pferde werden häufig vollständig ausgestattet dargestellt, etwa mit Sätteln oder Travois, hinzu kommen Tipis. Etwa 250 Pferde waren an 41 Stätten bekannt, jedoch fand man nur 12 Bisons. Selten sind Elche oder Hirsche dargestellt.